# Stormbandpinguïn
De stormbandpinguïn, kinbandpinguïn of keelbandpinguïn (Pygoscelis antarcticus) is een soort pinguïn.

## Kenmerken
Het verenkleed is, net als de meeste andere pinguïns, glanzend blauwzwart en wit van kleur. Over de keel loopt een dun zwart streepje, waaraan het dier zijn naam dankt. De stormbandpinguïn is een standvogel. De lengte varieert tussen de 68 en 77 centimeter en het gewicht tussen de 3,2 tot 5,3 kilogram. Het verenkleed is bij beide geslachten gelijk.

## Voortplanting
Ze leggen twee eieren in een nest, dat bestaat uit een rond platform, gemaakt van steentjes. Het midden van de platform is bekleed met veertjes, botjes en dergelijke.

## Verspreiding
Het verspreidingsgebied beslaat Antarctica, Peter I-eiland, Zuid-Georgië en de Zuidelijke Sandwicheilanden, de Zuidelijke Orkneyeilanden, Zuidelijke Shetlandeilanden, Bouvet en de Ballenyeilanden, die tot Nieuw-Zeeland behoren.
De stormbandpinguïn komt voornamelijk voor langs de kust van poolgebieden, waar licht pakijs te vinden is. Ze broeden dicht op elkaar in grote kolonies, op die delen van de kust waar geen ijs ligt. In jaren waarin er lang ijs op zee blijft liggen, is het broedsucces laag, omdat de pinguïns dan niet kunnen foerageren.

## Status
De grootte van de populatie wordt geschat op 8 miljoen volwassen vogels. Op de Rode lijst van de IUCN heeft deze soort de status niet bedreigd.

## Literatuur

Foto's en een video van de stormbandpinguïn
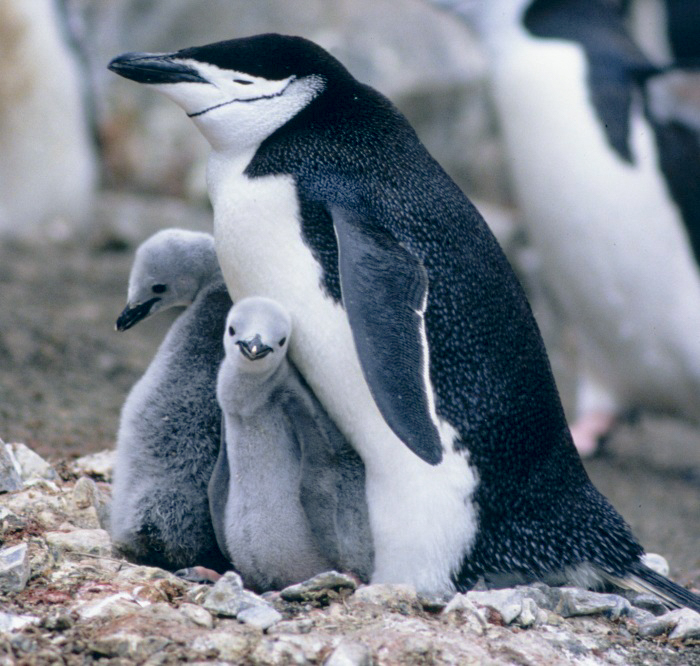
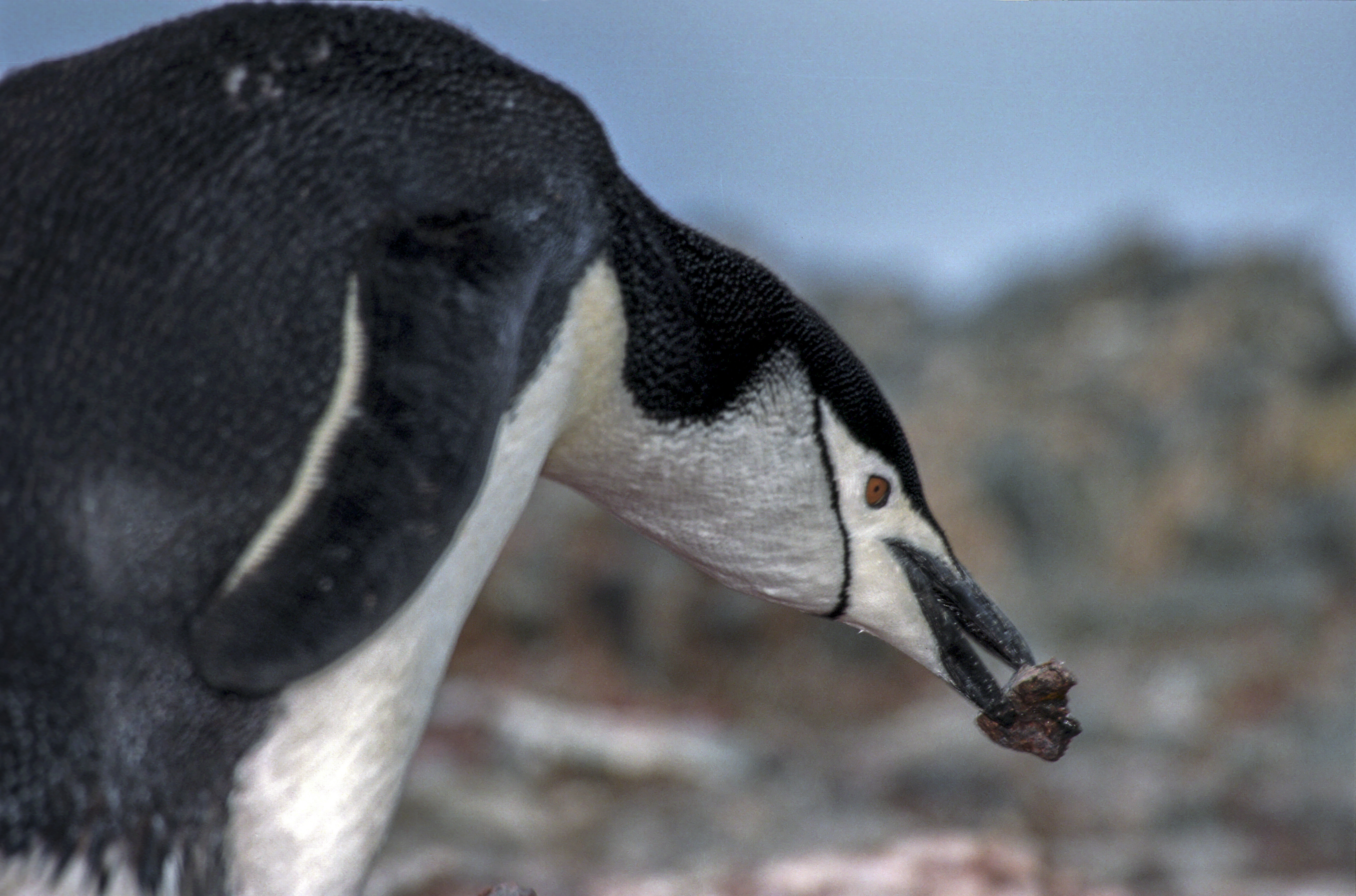